# Chas
Chas là một thành phố và là một đô thị ở quận Bokaro ở bang Jharkhand, Ấn Độ.

## Địa lý
Chas có tọa độ địa lý 23°38′B 86°10′Đ / 23,63°B 86,17°Đ. Nó có một độ cao trung bình 210 mét (688 foot).

## Dân số
Theo cuộc điều tra dân số năm 2001 của Ấn Độ,India Chas có một dân số 96.923 người. Nam giới chiếm 54% dân số và nữ giới chiếm 46% dân số. Chas có một tỷ lệ biết chữ là 69%, cao hơn mức trung bình của quốc gia là 59,5%; với 77% đàn ông biết chữ và 58% phụ nữ biết chữ. 15% dân số dưới 6 tuổi.